# Tessa Allen
Tessa Allen (* 7. August 1996 in Manhattan Beach, Kalifornien) ist eine US-amerikanische Schauspielerin.
Seit sie vier Monate alt war, steht sie vor der Kamera und trat in zahlreichen Werbespots auf, bevor sie schließlich 2002 in dem Drama Genug – Jeder hat eine Grenze als Filmtochter von Jennifer Lopez ihr Spielfilmdebüt gab. Von 2001 bis 2002 spielte sie eine Dauerrolle in der Serie Providence.
Tessa Allen betätigt sich zudem als Tänzerin und übt verschiedene Sportarten wie Fußball und Volleyball aus.
Sie hat drei ältere Schwestern, Adeline Allen, Madison Allen und Jeanne Allen, die ebenfalls Schauspielerinnen sind.

## Filmografie
- 2001–2002: Providence (Fernsehserie, 29 Folgen)
- 2002: Genug – Jeder hat eine Grenze (Enough)
- 2003: CSI: Miami (Fernsehserie, eine Folge)
- 2004–2005: General Hospital (Fernsehserie, 23 Folgen)
- 2005: Walls of Jericho (Kurzfilm)